# John Stanley Plaskett

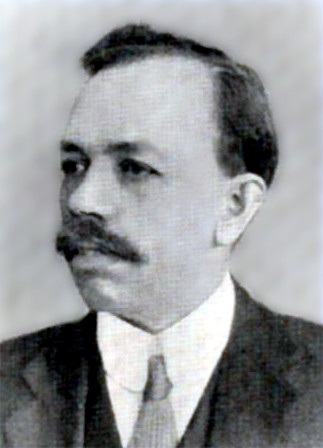
John Stanley Plaskett (1917)

John Stanley Plaskett (* 17. November 1865 in Oxford County bei Woodstock (Ontario), Kanada; † 17. Oktober 1941 in Victoria) war ein kanadischer Astronom.
Der ursprüngliche Maschinenbauer begann 1889 ein Mathematik- und Physikstudium. 1903 begann er am Dominion-Observatorium in Ottawa zu arbeiten. Er wurde 1918 Direktor des von ihm mitbegründeten sowie nach Plänen von ihm errichteten Dominion Astrophysical Observatory in Victoria.
Plaskett arbeitete auf den Gebieten der wissenschaftlichen Fotografie, der Stellarspektroskopie sowie der Bestimmung der Radialgeschwindigkeiten von spektroskopischen Doppelsternen. Er erstellte einen Katalog von über 500 Radialgeschwindigkeiten. Des Weiteren forschte er über die Rotation der Galaxis.
1930 wurde er mit der Goldmedaille der Royal Astronomical Society ausgezeichnet. Seit 1923 war er Mitglied (Fellow) der Royal Society.
Sein Sohn war der Astronom Harry Hemley Plaskett (1893–1980). Seit 1984 ist der Asteroid (2905) Plaskett nach beiden benannt.
Nach ihm ist der Mondkrater Plaskett benannt.